# كأس ملك إسبانيا 1969
كأس ملك إسبانيا 1969 (بالإسبانية: Copa del Generalísimo de fútbol 1969)‏ هي النسخة السابعة والستين من كأس ملك إسبانيا. بدأت المسابقة في 4 مايو 1969 واختتمت في 15 يونيو 1969 بالنهائي. توج فريق أتلتيك بيلباو  بالبطولة  بعد فوزه على منافسه إلتشي بنتيجة (1-0) . سجل الهدف انتون اريتا في الدقيقة الـ 82.